# Matilda di Chester
Matilda di Chester, contessa di Huntingdon (1171 – 6 gennaio 1233), fu una nobildonna di origine anglo-normanna talvolta chiamata anche Maud e conosciuta con il cognome De Kevelioc, ella era infatti una delle figlie di Ugo di Kevelioc. Andò in sposa a Davide di Scozia e tramite la figlia Isobel fu una delle antenate di Roberto I di Scozia.

## La famiglia d'origine
Matilde nacque nel 1171, figlia maggiore di Ugo di Kevelioc e Bertrada di Montfort una delle cugine di Enrico II d'Inghilterra, le sue parentele erano tutto sommato piuttosto altolocate, suoi nonni paterni erano infatti Ranulph de Gernon e Matilde di Gloucester una delle nipoti di Enrico I d'Inghilterra.
Matilda ebbe altri fratelli fra cui:
- Ranulph de Blondeville
- Richard di Chester, che morì giovane
- Mabel di Chester
- Agnes di Chester
- Hawise di Chester.

Oltre a questi è possibile che ella avesse una sorellastra, probabilmente illegittima, Amice di Chester.
Ugo morì nel 1181 quando Matilda aveva appena dieci anni, egli aveva servito il re Enrico II d'Inghilterra nelle campagne inglesi e irlandesi dopo che i domini gli erano stati restituiti nel 1177 dopo che si era schierato contro il re nella Rivolta del 1173-1174. Suo successore divenne il figlio maggiore Ranulf, mentre Matilda divenne la co-ereditiera del fratello.

## Il matrimonio
Il 26 agosto 1190 Matilda venne data in sposa a Davide di Scozia uno dei figli di Enrico di Scozia e fratello minore di Malcolm IV di Scozia e Guglielmo I di Scozia. Egli era di circa tredici anni più vecchio di Matilda e il matrimonio venne registrato dai benedettini di Peterborough.
I due ebbero sette figli:
- Margherita di Huntingdon (1194 circa-?) che andò in moglie a Alan di Galloway diventando la madre di Dervorguilla di Galloway
- Robert di Huntingdon, morì giovane
- Ada di Huntingdon, sposata a Henry de Hastings e da cui discesero i baroni Hastings
- Matilda di Huntingdon (morta dopo il 1219), nubile
- Isobel di Huntingdon (1199-1251) che sposò Robert Bruce, IV Signore di Annandale (1195circa-fra il 1226 e il 1233 divenendo la madre di Robert Bruce, V Signore di Annandale
- John di Scozia, conte di Huntingdon (1207circa-6 giugno 1237) che successe allo zio Ranulph de Blondeville come conte di Chester morendo però senza figli.
- Henry di Huntigdon, morì giovane[1].

Suo marito David ebbe anche diversi altri figli illegittimi da varie amanti.
Quando il fratello Ranulf morì nel 1232 Matilda ereditò una parte delle proprietà insieme alle sorelle diventando suo jure contessa di Chester. Circa un mese dopo, con il permesso del re, Matilda fece dono, inter vivos del contado al figlio John che lo ereditò quindi per diritto materno venendo investito formalmente del titolo da Enrico III d'Inghilterra il 21 novembre 1232. Quando Matilda morì circa sei settimane dopo egli ne entrò in pieno possesso.
Matilda morì il 6 gennaio 1233 dopo quattordici anni di vedovanza, quando nel 1290 morì Margherita di Scozia, ultima legittima discendente di Guglielmo I i discendenti di David e Matilda divennero i primi in lizza per la successione. Effettivamente ebbero successo, il loro trisnipote divenne infatti re di Scozia con il nome di Roberto I di Scozia.